# Зоны деформации

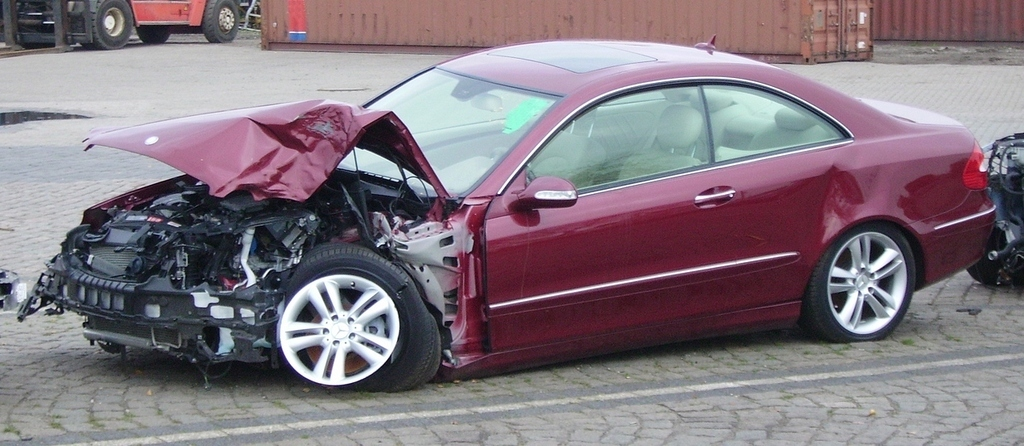
Повреждённые в результате аварии зоны деформации и сохранившееся пассажирское отделение

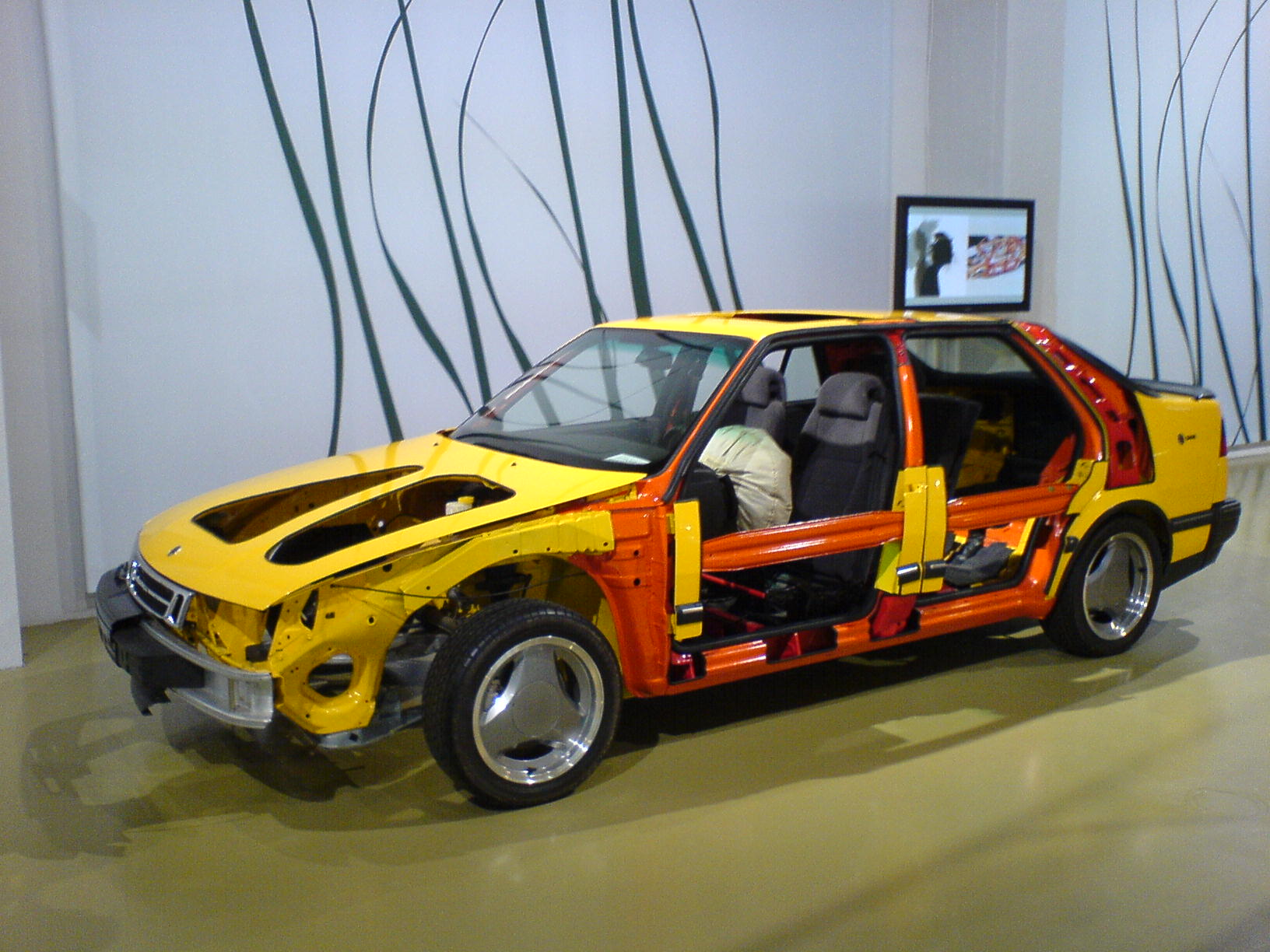
Разрезы для демонстрации разных зон деформирования автомобиля Saab 9000. Зона безопасности выполнена из более жёстких элементов (красный цвет) в сравнении с зоной деформации (жёлтый цвет)

Зоны деформации —  это специальные части кузова автомобиля или железнодорожного вагона, фюзеляжа воздушного судна,  которые поглощают энергию, возникшую в результате столкновения, схода с рельсов (на железной дороге) или при аварийной посадке воздушного судна, что позволяет защитить пассажиров от резкого воздействия силы удара. Этот элемент входит в состав системы пассивной безопасности автомобиля. В последнее время подобной системой начали оснащать железнодорожные вагоны, пассажирские самолеты и вертолеты.
За счёт использования зон деформации кузова, каркас автомобиля во время аварии подвергается меньшим повреждениям. Также они снижают силу инерции, которая воздействует на пассажиров во время удара. Это происходит за счёт увеличения времени торможения автомобиля. Как результат пассажир, использующий ремни безопасности, испытывает меньшую нагрузку, что в свою очередь увеличивает шансы на выживание при аварии.
Основная конструкция представлена лонжеронами в виде гармошки или отверстиями по периметру. После повреждения лонжероны можно целиком заменить.
Зоны деформации могут располагаться во всех частях автомобиля, но чаще всего они находятся в передней и задней частях транспортного средства, чтобы эффективно поглощать энергию удара при фронтальном столкновении. Согласно исследованиям British Motor Insurance Repair Research Centre урон во время аварий распределяется следующим образом: 65% на переднюю часть, 25% на заднюю часть, 5% на правую сторону, и 5% на левую сторону. Одна из первых концепций зоны деформации была использована в Mercedes-Benz "Fintail". Это новшество впервые было запатентовано фирмой Mercedes-Benz в начале 1950-х годов.
На новых типах самолётов энергопоглощающие зоны деформации располагают в нижней части фюзеляжа, в центроплане крыльев и в нижней части капотов двигателей. В основном это сотовые конструкции из композитных материалов. Кроме того секции крыльев современных самолётов соединены специальными болтами, разрушающимися при скольжении самолёта по земле.  На вертолётах зоны деформации располагают в нижней части фюзеляжа, а также в шасси. Все эти меры позволяют существенно повысить уровень пассивной безопасности при аварийной посадке воздушных судов.

## Функции

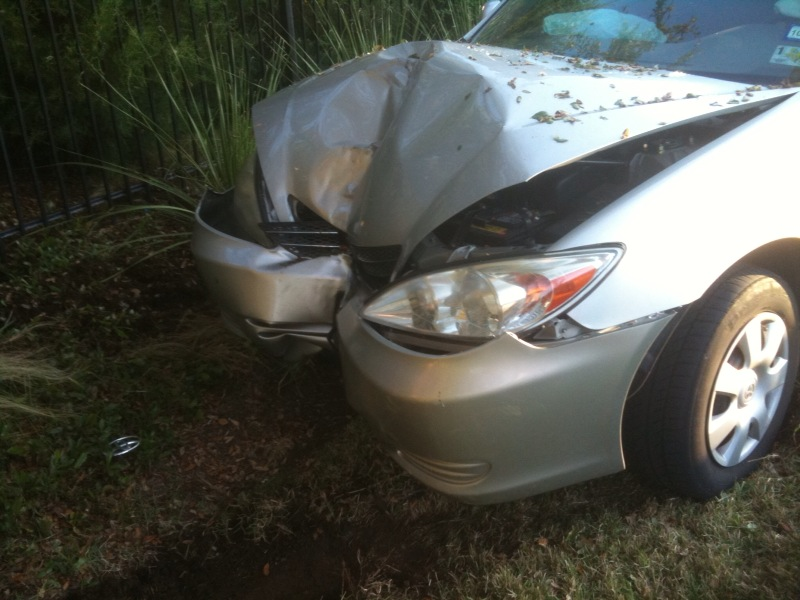
Toyota Camry после лобового столкновения с деревом.

Зоны деформации работают по принципу управления энергией удара. Основная суть этой системы – поглощение энергии внешней частью автомобиля, за счёт чего салон практически не деформируется, а пассажиры лучше защищены от травм. Такой эффект достигается путём ослабления внешней части кузова и укрепления его внутренней части балками повышенной прочности, поэтому салон находится в «секторе безопасности».
Когда автомобиль движется на большой скорости, он подвержен инерции/импульсу, поэтому при столкновении автомобиль и все его пассажиры продолжают движение вперёд и испытывают перегрузку сверх нормы. Целью зоны деформации является поглощение возникшей энергии для снижения разницы скоростей автомобиля и его пассажиров.
Ремни безопасности удерживают пассажиров от вылета через лобовое стекло, задают правильную позицию относительно подушек безопасности, а также снижают нагрузку на организм. Ремни безопасности поглощают инерциальную энергию пассажира, тем самым снижая перегрузку во время удара. Иными словами: пассажир, который защищён и ремнями безопасности и зоной деформации, имеет намного больше шансов выжить или избежать травм.
Последовательность поглощения энергии выглядит так: зоны деформации – ремень безопасности – подушки безопасности – мягкий салон.
Многие критикуют зоны деформации, принимая повышенную способность внешней части кузова к деформации как повышенную опасность для пассажиров. На самом деле многолетний опыт краш-тестов показывает обратный результат.
Современные автомобили с зоной деформации при тяжёлых испытаниях показывают лучшие результаты, чем автомобили, использующие отдельные рамы и шасси.